# ماراسوم
ماراسوم (به لاتین: Marsassoum) یک منطقهٔ مسکونی در سنگال است که در سدئو واقع شده‌است. ماراسوم ۶٬۴۱۰ نفر جمعیت دارد.
در دوران استعماری این شهر کوچک مرکز تجارت برده بود.کودکان برده از ۲۰۰ تا ۲۵۰ فرانک فروخته می‌شدند. امروزه ماندینکایی‌های زیادی در مجاورت این شهر زندگی می‌کنند.